# 2022年国际足联世界杯开幕仪式
2022年国际足联世界杯开幕仪式于2022年11月20日在卡塔尔巴伊特体育场举行，紧随其后的是揭幕战，由东道主卡塔尔对阵厄瓜多尔。表演嘉宾包括韩国男子组合防彈少年團成员田柾國、美国演员摩根·弗里曼、英国歌手罗比·威廉斯等。哥伦比亚歌手夏奇拉原计划参加表演，结果距开幕式还有四天的时候宣告退出。也有消息称英国歌手杜娃·黎波也会出席，但被本人否认；她呼吁卡塔尔当局正面解决侵犯人权及打压LGBTQ运动的问题。

## 出席嘉宾
出席开幕式的政要包括：
- 国际足联主席 – 詹尼·因凡蒂诺
- 阿尔及利亚总统 – 阿卜杜勒-马吉德·特本[7]
- 埃及总统 – 阿卜杜勒-法塔赫·塞西
- 沙特王储（英语：Crown Prince of Saudi Arabia） – 穆罕默德·本·薩勒曼
- 约旦国王 – 阿卜杜拉二世
- 巴勒斯坦总统 – 马哈茂德·阿巴斯
- 卡塔尔埃米尔 – 塔米姆·本·哈邁德·阿勒薩尼
- 前卡塔尔埃米尔 – 哈迈德·本·哈利法·阿勒萨尼
- 联合国秘书长 – 安东尼奥·古特雷斯
- 卢旺达总统 – 保罗·卡加梅
- 土耳其总统 – 雷杰普·塔伊普·埃尔多安
- 科威特王储（英语：Crown Prince of Kuwait） – 米沙勒·艾哈邁德·賈比爾·薩巴赫
- 阿拉伯聯合大公國副總統兼總理 – 穆罕默德·本·拉希德·阿勒马克图姆